# Souad Boukhatem
Souad Boukhatem is een Vlaams actrice.
Boukhatem debuteerde in 2008 in De Singel in enkele theaterproducties.
Haar eerste film volgde in 2012 in het langspeelfilmdebuut van Peter Monsaert, Offline als Naïma, de vrouw van Rachid. In 2014 vertolkte Souad Boukhatem een hoofdrol als Aicha in De maagd van Gent van Nicolaas Rahoens. In 2023 vertolkte ze de rol van de gelijknamige Souad in de komische Canvas-reeks Zonder Afspraak.